# کومارکا
کومارکا (به انگلیسی: Comarca) (در پرتغالی و اسپانیایی کمارکاس comarcas و کاتالان کمارکِس comarques جمع می‌شود.) به مناطق باستانی یا استان گفته می‌شود که در بخش‌هایی از اسپانیا، پرتغال، نیکاراگوئه، پاناما و برزیل می‌توان یافت.